# Othreis caesar
Othreis caesar är en fjärilsart som beskrevs av Felder 1861. Othreis caesar ingår i släktet Othreis och familjen nattflyn. Inga underarter finns listade i Catalogue of Life.